# Dyskografia The Weeknda
W zestawieniu dyskografii kanadyjskiego wokalisty The Weeknda przedstawiona została lista albumów studyjnych, mixtape'ów, minialbumów, kompilacji, singli i teledysków.

## Albumy

### Albumy studyjne
| Rok                        | Album | Pozycja na liście | Pozycja na liście | Pozycja na liście | Pozycja na liście | Pozycja na liście | Pozycja na liście | Sprzedaż          | Certyfikat                                                                                           |
| Rok                        | Album | USA               | CAN               | UK                | FRA               | NLD               | AUS               | Sprzedaż          | Certyfikat                                                                                           |
| -------------------------- | --- | ----------------- | ----------------- | ----------------- | ----------------- | ----------------- | ----------------- | ----------------- | --- |
| 2013                       | Kiss Land - Data: 10 września 2013 - Wydawca: XO, Republic - Format: CD, LP, digital download, streaming                         | 2                 | 2                 | 12                | 93                | 52                | 30                | - USA: 500 000+   | - UK: srebrna płyta - USA: złota płyta - CAN: złota płyta                                            |
| 2015                       | Beauty Behind the Madness - Data: 28 sierpnia 2015 - Wydawca: XO, Republic - Format: CD, LP, digital download, kaseta, streaming | 1                 | 1                 | 1                 | 6                 | 2                 | 1                 | - USA: 4 000 000+ | - USA: 4× platynowa płyta - CAN: 5× platynowa płyta - AUS: 2× platynowa płyta - POL: platynowa płyta |
| 2016                       | Starboy - Data: 25 listopada 2016 - Wydawca: XO, Republic - Format: CD, LP, digital download, kaseta, streaming                  | 1                 | 1                 | 5                 | 20                | 3                 | 1                 | - USA: 3 000 000+ | - USA: 3x platynowa płyta - CAN: 3x platynowa płyta - UK: platynowa płyta - POL: diamentowa płyta    |
| 2020                       | After Hours - Data: 20 marca 2020 - Wydawca: XO, Republic - Format: CD, LP, digital download, kaseta, streaming                  | 1                 | 1                 | 1                 | 2                 | 1                 | 1                 | - CAN: 400 000+   | - CAN: 5x platynowa płyta - UK: srebrna płyta - POL: diamentowa płyta                                |
| 2022                       | Dawn FM - Data: 7 stycznia 2022 - Wydawca: XO, Republic - Format: CD, LP, digital download, kaseta, streaming                    |                   |                   |                   |                   |                   |                   |                   | - POL: platynowa płyta                                                                               |
| 2025                       | Hurry Up Tomorrow - Data: 24 stycznia 2025 - Wydawca: XO, Republic - Format: CD, LP, digital download, kaseta, streaming         |                   |                   |                   |                   |                   |                   |                   | - POL: złota płyta                                                                                   |
| „–” album nie był notowany | |                   |                   |                   |                   |                   |                   |                   | |

### Kompilacje
| Rok  | Album | Pozycja na liście | Pozycja na liście | Pozycja na liście | Pozycja na liście | Pozycja na liście | Sprzedaż | Certyfikat                                                            |
| Rok  | Album | USA               | CAN               | UK                | FRA               | NLD               | Sprzedaż | Certyfikat                                                            |
| ---- | --- | ----------------- | ----------------- | ----------------- | ----------------- | ----------------- | -------- | --------------------------------------------------------------------- |
| 2012 | Trilogy - Data: 13 listopada 2012 - Wydawca: XO, Republic - Format: CD, LP, digital download               | 4                 | 5                 | 37                | 128               | 48                |          | - CAN: 2× platynowa płyta - USA: 3× platynowa płyta - UK: złota płyta |
| 2021 | The Highlights - Data: 5 lutego 2021 - Wydawca: XO, Republic - Format: CD, LP, digital download, streaming |                   |                   |                   |                   |                   |          | - POL: złota płyta                                                    |

### Mixtape’y
| Rok  | Album                                                                                  |
| ---- | -------------------------------------------------------------------------------------- |
| 2011 | House of Balloons - Data: 21 marca 2011 - Wydawca: XO - Format: LP, digital download   |
| 2011 | Thursday - Data: 18 sierpnia 2011 - Wydawca: XO - Format: LP, digital download         |
| 2011 | Echoes of Silence - Data: 21 grudnia 2011 - Wydawca: XO - Format: LP, digital download |

### Minialbumy
| Rok  | Album                                                                                            | Sprzedaż | Certyfikat                                 |
| ---- | ------------------------------------------------------------------------------------------------ | -------- | ------------------------------------------ |
| 2018 | My Dear Melancholy, - Data: 30 marca 2018 - Wydawca: XO, Republic - Format: CD, digital download |          | - UK: srebrna płyta - POL: platynowa plyta |

## Single
| Rok  | Tytuł                                            | Pozycja na liście | Pozycja na liście | Pozycja na liście | Pozycja na liście | Pozycja na liście | Pozycja na liście | Certyfikat | Album                                                            |
| Rok  | Tytuł                                            | USA               | CAN               | UK                | FRA               | NLD               | AUS               | Certyfikat | Album                                                            |
| ---- | ------------------------------------------------ | ----------------- | ----------------- | ----------------- | ----------------- | ----------------- | ----------------- | --- | ---------------------------------------------------------------- |
| 2012 | „Wicked Games”                                   | 53                | 43                | 152               | –                 | –                 | –                 | - USA: 3× platynowa płyta - CAN: 2x platynowa płyta - UK: srebrna płyta                                                           | Trilogy                                                          |
| 2012 | „Twenty Eight”                                   | –                 | –                 | 150               | –                 | –                 | –                 | - USA: platynowa płyta | Trilogy                                                          |
| 2012 | „The Zone” (oraz Drake)                          | –                 | –                 | –                 | –                 | –                 | –                 | - USA: platynowa płyta | Trilogy                                                          |
| 2013 | „Kiss Land”                                      | –                 | –                 | –                 | –                 | –                 | –                 | | Kiss Land                                                        |
| 2013 | „Belong to the World”                            | –                 | –                 | –                 | –                 | –                 | –                 | | Kiss Land                                                        |
| 2013 | „Love in the Sky”                                | –                 | –                 | –                 | –                 | –                 | –                 | | Kiss Land                                                        |
| 2013 | „Live For” (oraz Drake)                          | –                 | –                 | 111               | –                 | –                 | –                 | | Kiss Land                                                        |
| 2013 | „Pretty”                                         | –                 | –                 | –                 | –                 | –                 | –                 | | Kiss Land                                                        |
| 2014 | „Wanderlust”                                     | –                 | 45                | –                 | –                 | –                 | –                 | | Kiss Land                                                        |
| 2014 | „Often”                                          | 59                | 69                | 163               | –                 | 96                | –                 | - USA: 4× platynowa płyta - CAN: 2x platynowa płyta - UK: platynowa płyta                                                         | Beauty Behind the Madness                                        |
| 2014 | „Love Me Harder” (oraz Ariana Grande)            | 7                 | 10                | 48                | 27                | 12                | 19                | - USA: platynowa płyta - CAN: platynowa płyta                                                                                     | My Everything                                                    |
| 2014 | „Earned It”                                      | 3                 | 8                 | 4                 | 2                 | 8                 | 13                | - USA: 7× platynowa płyta - CAN: 2× platynowa płyta - AUS: platynowa płyta - POL: 2× platynowa płyta - UK: platynowa płyta        | Fifty Shades of Grey Beauty Behind the Madness                   |
| 2015 | „The Hills”                                      | 1                 | 14                | 30                | 109               | –                 | 3                 | - USA: 11× platynowa płyta - AUS: 3× platynowa płyta - POL: 4× platynowa płyta - UK: 2x platynowa płyta - CAN: 8x platynowa płyta | Beauty Behind the Madness                                        |
| 2015 | „Can’t Feel My Face”                             | 1                 | 10                | 33                | 59                | 29                | 2                 | - USA: 8× platynowa płyta - AUS: 4× platynowa płyta - POL: 4× platynowa płyta - UK: 2x platynowa płyta - CAN: 8x platynowa płyta  | Beauty Behind the Madness                                        |
| 2015 | „In the Night”                                   | 12                | 12                | 48                | 124               | 22                | 13                | - USA: 2x platynowa płyta - CAN: platynowa płyta - AUS: platynowa płyta - UK: srebrna płyta                                       | Beauty Behind the Madness                                        |
| 2015 | „Acquainted”                                     | 60                | 73                | 90                | –                 | –                 | 96                | - USA: 3x platynowa płyta - UK: srebrna płyta                                                                                     | Beauty Behind the Madness                                        |
| 2016 | „Starboy” (gośc. Daft Punk)                      | 1                 | 1                 | 2                 | 1                 | 1                 | 2                 | - USA: 8x platynowa płyta - CAN: diamentowa płyta - AUS: platynowa płyta - UK: 2x platynowa płyta - POL: diamentowa płyta         | Starboy                                                          |
| 2016 | „I Feel It Coming” (gośc. Daft Punk)             | 22                | 12                | 9                 | 1                 | 4                 | 7                 | - USA: 4x platynowa płyta - CAN: 2x platynowa płyta - UK: platynowa płyta - POL 3x platynowa płyta                                | Starboy                                                          |
| 2016 | „Party Monster”                                  | 16                | 8                 | 17                | 88                | 27                | 33                | - USA: 2x platynowa płyta - CAN: 2x platynowa płyta - UK: srebrna płyta - POL: platynowa płyta                                    | Starboy                                                          |
| 2017 | „Reminder”                                       | 31                | 16                | 39                | 74                | 60                | –                 | - USA: 2x platynowa płyta - UK: srebrna płyta - CAN: 2x platynowa płyta - POL: platynowa płyta                                    | Starboy                                                          |
| 2017 | „Rockin”                                         | 44                | 25                | 26                | 176               | 25                | –                 | | Starboy                                                          |
| 2017 | „Die for You”                                    | 43                | 35                | 74                | 137               | 96                | –                 | - USA: 2x platynowa płyta - CAN: 2x platynowa płyta - UK: srebrna płyta - POL: 3x platynowa płyta                                 | Starboy                                                          |
| 2017 | „Secrets”                                        | 47                | 27                | 47                | 114               | 55                | –                 | - USA: platynowa płyta | Starboy                                                          |
| 2018 | „Pray For Me” (oraz Kendrick Lamar)              | 7                 | 5                 | 11                | 14                | 22                | 9                 | - USA: 2x platynowa płyta - UK: złota płyta - POL: platynowa płyta                                                                | Black Panther: The Album                                         |
| 2018 | „Call Out My Name”                               | 4                 | 1                 | 7                 | 22                | 14                | 3                 | - USA: 2x platynowa płyta - UK: złota płyta - CAN: 2x platynowa płyta - POL: 2× platynowa płyta                                   | My Dear Melancholy                                               |
| 2018 | „Lost in the Fire” (oraz Gesaffelstein)          | 27                | 14                | 9                 | 78                | 60                | 24                | - POL: platynowa płyta | Hyperion                                                         |
| 2019 | „Power Is Power” (oraz SZA i Travis Scott)       |                   |                   |                   |                   |                   |                   | | For the Throne: Music Inspired by the HBO Series Game of Thrones |
| 2019 | „Heartless”                                      | 1                 | 3                 | 10                | 69                | 30                | 10                | - USA: platynowa płyta - CAN: 2x platynowa płyta - UK: srebrna płyta - POL: platynowa płyta                                       | After Hours                                                      |
| 2019 | „Blinding Lights”                                | 1                 | 1                 | 1                 | 1                 | 1                 | 1                 | - AUS: 2× platynowa płyta - CAN: 2× platynowa płyta - USA: platynowa płyta - UK: 2× platynowa płyta - POL: 2× diamentowa płyta    | After Hours                                                      |
| 2019 | „In Your Eyes”                                   | 16                | 14                | 17                | 31                | 20                | 13                | - POL: 3× platynowa płyta | After Hours                                                      |
| 2020 | „After Hours”                                    |                   |                   |                   |                   |                   |                   | - POL: platynowa płyta | After Hours                                                      |
| 2020 | „Save Your Tears”                                |                   |                   |                   |                   |                   |                   | - POL: diamentowa płyta | After Hours                                                      |
| 2021 | „You Right” (oraz Doja Cat)                      |                   |                   |                   |                   |                   |                   | - POL: platynowa płyta | Planet Her                                                       |
| 2021 | „Take My Breath”                                 |                   |                   |                   |                   |                   |                   | - POL: złota płyta | Dawn FM                                                          |
| 2021 | „Moth to a Flame” (oraz Swedish House Mafia)     |                   |                   |                   |                   |                   |                   | - POL: 2x platynowa płyta | Paradise Again                                                   |
| 2021 | „One Right Now” (oraz Post Malone)               |                   |                   |                   |                   |                   |                   | - POL: złota płyta | Twelve Carat Toothache                                           |
| 2022 | „Sacrifice”                                      |                   |                   |                   |                   |                   |                   | - POL: złota płyta | Dawn FM                                                          |
| 2022 | „Gasoline”                                       |                   |                   |                   |                   |                   |                   | | Dawn FM                                                          |
| 2022 | „Creepin'” (oraz Metro Boomin, 21 Savage)        |                   |                   |                   |                   |                   |                   | - POL: 2x platynowa płyta | Heroes & Villains                                                |
| 2023 | „Popular” (gośc. Playboi Carti, Madonna)         |                   |                   |                   |                   |                   |                   | - POL: platynowa płyta | The Highlights (de luxe edition)                                 |
| 2023 | „K-pop” (oraz Travis Scott, Bad Bunny)           |                   |                   |                   |                   |                   |                   | - POL: złota płyta | Utopia                                                           |
| 2023 | „One of the Girls” (oraz Jennie, Lily-Rose Depp) |                   |                   |                   |                   |                   |                   | - POL: 2× platynowa płyta | muzyka z serialu Idol                                            |
| 2024 | „Timeless” (oraz Playboi Carti)                  |                   |                   |                   |                   |                   |                   | - POL: złota płyta | Hurry Up Tomorrow                                                |

## Teledyski
| Rok  | Tytuł                                 | Reżyseria               | Album                     | Źródło               |
| ---- | ------------------------------------- | ----------------------- | ------------------------- | -------------------- |
| 2011 | „The Knowing”                         | Mikael Colombu          | House of Balloons         | [ 62 ]               |
| 2012 | „Rolling Stone”                       | The Weeknd              | Thursday                  | [ 63 ] [ 64 ] [ 65 ] |
| 2012 | „Wicked Games”                        | The Weeknd              | Trilogy                   | [ 63 ] [ 64 ] [ 65 ] |
| 2012 | „The Zone” (gośc. Drake)              | The Weeknd              | Trilogy                   | [ 63 ] [ 64 ] [ 65 ] |
| 2013 | „Twenty Eight”                        | NABIL                   | Trilogy                   | [ 66 ]               |
| 2013 | „Kiss Land”                           | Andrew Baird            | Kiss Land                 | [ 67 ]               |
| 2013 | „Belong to the World”                 | Anthony Mandler         | Kiss Land                 | [ 68 ]               |
| 2013 | „Love in the Sky”                     |                         | Kiss Land                 | [ 69 ]               |
| 2013 | „Live For” (gośc. Drake)              | Sam Pilling             | Kiss Land                 | [ 70 ] [ 71 ] [ 72 ] |
| 2013 | „Pretty”                              | Sam Pilling             | Kiss Land                 | [ 70 ] [ 71 ] [ 72 ] |
| 2014 | „Often”                               | Sam Pilling             | Beauty Behind the Madness | [ 70 ] [ 71 ] [ 72 ] |
| 2014 | „King of the Fall”                    | Glenn Michael           |                           | [ 73 ]               |
| 2014 | „Love Me Harder” (oraz Ariana Grande) | Hannah Lux Davis        | My Everything             | [ 74 ]               |
| 2015 | „Earned It”                           | Sam Taylor-Johnson      | Fifty Shades of Grey      | [ 75 ]               |
| 2015 | „The Hills”                           | Grant Singer            | Beauty Behind The Madness | [ 76 ]               |
| 2015 | „Can’t Feel My Face”                  | Grant Singer            | Beauty Behind The Madness | [ 77 ]               |
| 2015 | „Tell Your Friends”                   | Grant Singer            | Beauty Behind The Madness | [ 78 ]               |
| 2016 | „Starboy” (gośc. Daft Punk)           | Grant Singer            | Starboy                   | [ 79 ]               |
| 2016 | „False Alarm”"                        | Ilya Naishuller         | Starboy                   | [ 80 ]               |
| 2017 | „Party Monster”                       | Sara Greco, Jamee Ranta | Starboy                   | [ 81 ]               |
| 2017 | „Reminder”                            | Kid Studio              | Starboy                   | [ 82 ]               |
| 2017 | „Secrets”                             | Pedro Martin-Calero     | Starboy                   | [ 83 ]               |
| 2018 | „Call Out My Name”                    | Grant Singer            | My Dear Melancholy        | [ 84 ]               |
| 2019 | „Heartless”                           | Anton Tammi             | After Hours               | [ 85 ]               |
| 2020 | „Blinding Lights”                     | Anton Tammi             | After Hours               | [ 86 ]               |
| 2020 | „After Hours” (Short Film)            | Anton Tammi             | After Hours               | [ 87 ]               |
| 2020 | „In Your Eyes”                        | Anton Tammi             | After Hours               | [ 88 ]               |
| 2020 | „Until I Bleed Out”                   | Anton Tammi             | After Hours               | [ 89 ]               |
| 2021 | „Save Your Tears”                     |                         | After Hours               | [ 90 ]               |
| 2021 | „Take My Breath”                      | Cliqua                  | Dawn FM                   | [ 91 ]               |
| 2021 | „Die For You”                         | Christian Breslauer     | Starboy                   | [ 92 ]               |
| 2022 | „Sacrifice”                           | Cliqua                  | Dawn FM                   | [ 93 ]               |
| 2022 | „Gasoline”                            | Cliqua                  | Dawn FM                   | [ 94 ]               |